# Euonthophagus hazariensis
Euonthophagus hazariensis là một loài bọ cánh cứng trong họ Bọ hung (Scarabaeidae).